# Baji Balázs
Baji Balázs (Békéscsaba, 1989. június 9. –) világbajnoki bronzérmes és Európa-bajnoki ezüstérmes magyar gátfutó.

## Sportpályafutása
Első sikerét a felnőttek között 2007-ben érte el. A szabadtéri magyar bajnokságon szerzett aranyérmet. 110 méteres gátfutásban a hengelói junior Eb-n az elődöntőig jutott. A következő évben a lengyelországi junior vb-n a selejtezőben 13,62 másodperccel junior országos csúcsot futott. Ebben a döntőben további 2 századmásodpercet javítva, hetedik helyezett lett. Az ob-n bronzérmes lett.
2009-ben fedett pályán lett magyar bajnok. A fedett pályás Európa-bajnokságon kiesett a selejtezőben, a huszadik helyen végzett. Szabadtéren a dobogó második fokára állhatott a magyar bajnokságban. Az utánpótlás Európa-bajnokságon 110 méter gáton egyéni csúccsal 14. helyezett volt. 2010-ben ismét második lett a hazai szabadtéri bajnokságon. Az Európa-bajnokságon kiesett a selejtezőben és 25. lett. 2011-ben ismét fedett pályás magyar bajnok volt. A fedett Európa-bajnokságon 7,77 másodperces egyéni csúccsal az elődöntőben esett ki és a 13. helyen végzett. Az ostravai U23-as Európa-bajnokságon 110 méteren szintén egyéni csúccsal (13,58) lett ezüstérmes. Ezzel teljesítette az olimpiai kvalifikációs B-szintet. A szabadtéri magyar bajnokságon aranyérmes lett. A sencseni universiadén hatodik volt 110 méter gáton. A világbajnokságon kiesett a selejtezőben. 2012 januárjában fedett pályán 7,72 másodperccel egyéni csúcsot futott, amit februárban 7,67-re javított. A fedett vb-n az elődöntőig jutott. Májusban 13,54 másodperccel újabb egyéni rekordot ért el 110 méteren. Ezt júniusban 13,51-re javította, ami olimpiai A-szintet ért. Ezzel bebiztosította az olimpiai indulás lehetőségét. Ezt követően megnyerte a szabadtéri magyar bajnokságot. Az Európa-bajnokságon a selejtezőben egyéni csúcsot ért el (13,50). Az elődöntőből nem jutott tovább és a 17. lett. A 2012-es londoni olimpián a 110 méteres gátfutás sok bukást hozó előfutamában 13,76 másodperces idővel ötödik lett és ezzel nem jutott a döntőbe, viszont a korábbi kínai világcsúcstartóval szembeni sportszerű viselkedéséről több újság megemlékezett.
A Göteborgban megrendezett 2013-as fedett pályás Európa-bajnokságon egyéni rekordját megdöntve, 7,56 másodperces időeredménnyel a negyedik helyen végzett a 60 méter gát döntőjében. Az eseményen beállította Kiss Dániel országos rekordját is. 2013 júliusában 110 méteren Birminghamben hátszéllel 13,39 másodpercet futott. Az augusztusi világbajnokságon egyéni csúccsal (13,36) jutott az elődöntőbe, ahol a 12. helyen végzett.
A 2014-es fedett pályás atlétikai világbajnokságon az elődöntőig jutott és 10. lett. A 2014-es atlétikai Európa-bajnokságon országos csúccsal (13,31) jutott a döntőbe, ahol újabb magyar rekorddal (13,29) negyedik lett. A 2015-ös fedett pályás atlétikai Európa-bajnokságon hetedik lett. A 2015-ös atlétikai világbajnokságon 110 méteren az elődöntőig jutott, ahol 19. lett. A 2016-os fedett pályás ob-n országos csúccsal nyert. A 2016-os fedett pályás atlétikai világbajnokságon hatodik helyezést ért el. A 2016-os atlétikai Európa-bajnokságon országos csúcsbeállítással jutott a döntőbe, ahol tovább javítva a rekordon ezüstérmet szerzett. Az Olimpián az elődöntőig jutott és a 15. helyen végzett.
2017 februárjában 60 méteren kétszer is javított az országos csúcsán. A fedett pályás Európa-bajnokságon a selejtezőben kiugrott a rajtnál, így kizárták. 110 méteren június elején Prágában, a hónap végén Ostravában, júliusban Székesfehérváron javította meg az országos csúcsát.
A 2017-es világbajnokságon Londonban 13,28 másodperces idővel harmadik helyet ért el a 110 méteres gátfutás döntőjében. Ezzel az eredménnyel ő lett az első magyar versenyző a szabadtéri  atlétikai világbajnokságokon, aki futószámban érmet szerzett. Az augusztus végén Tajpejben rendezett universiadén aranyérmet szerzett.
2017 novemberében bejelentette, hogy a Bp. Honvédhoz igazolt. A 2018-as fedett pályás atlétikai világbajnokságon 60 méteres gátfutásban nem jutott a döntőbe, összesítésben a 10. helyen végzett. A 2018-as atlétikai Európa-bajnokságon 110 méteres gátfutásban 8. lett.
2019 februárjának végén térdsérülés miatt műteni kellett. Márciusban újabb műtéten esett át. 2020. február 15-én indulhatott újra versenyen. 2021 januárjában a fedett pályás Budapest-bajnokságon 7,75 másodpercet ért el, amivel indulási jogot szerzett a fedett pályás Európa-bajnokságra. A 2021-es fedett pályás atlétikai Európa-bajnokságon kiesett az elődöntőben. A júniusi prágai versenyen lábfej sérülést szenvedett, ami megnehezítette az edzésmunkáját. Az olimpiai kvalifikációs ranglistán a 45. lett, ami nem volt elég az ötkarikás szerepléshez (40. hely). 2021 szeptember 28-án bejelentette visszavonulását.

## Tanulmányai
2017 februárjában szerzett oklevelet az Állatorvostudományi Egyetemen. Ugyanezen év májusától állatorvosként praktizál.

## Rekordjai
110 m gát
- 13,31 (Zürich, 2014. augusztus 14.) országos csúcs
- 13,29 (Zürich, 2014. augusztus 14.) országos csúcs
- 13,29 (Amszterdam, 2016. július 9.) országos csúcs
- 13,28 (Amszterdam, 2016. július 9.) országos csúcs
- 13,24 (Prága, 2017. június 5.) országos csúcs
- 13,23 (Ostrava, 2017. június 28.) országos csúcs
- 13,15 (Székesfehérvár, 2017. július 4.) országos csúcs

60 m gát
- 7,56 (2013) országos csúcs beállítás
- 7,55 (Budapest, 2016. február 21.) országos csúcs[35]
- 7,54 (Łódź, 2017. február 16.) országos csúcs
- 7,53 (Budapest, 2017. február 19.) országos csúcs

## Díjai, elismerései
- magyar Fair play díj - diploma (cselekedet kategória) (2013)[36]
- Az év magyar atlétája (2016, 2017)[37][38]
- Békéscsaba sportjáért (2016)[39]
- Papp László Budapest-sportdíj (2017)[40]
- Az év magyar egyetemi sportolója (2017)[41]
- Az év békéscsabai sportolója (2017)[42]
- Az év magyar sportolója (2017)[43]
- A Magyar Érdemrend lovagkeresztje (2018)[44]